# Гама (футбольный клуб)
«Га́ма» (порт.-браз. Sociedade Esportiva do Gama) — бразильский футбольный клуб из столицы страны Бразилиа. Главным соперником команды является клуб «Бразильенсе».

## История
Клуб был основан 15 ноября 1975 года группой спортсменов из предместья Бразилиа — Гамы. Теперь оно окончательно слилось с мегаполисом Бразилиа. «Золотой период» команды пришёлся на 1990-е годы, когда Гама выиграла 6 чемпионатов Федерального округа и Серию B Бразилии в 1998 году.
Перед началом сезона 2000 года, когда в чемпионате Бразилии решили провести некоторые реформы, команда оказалась за пределами элитарной группы. Команда подала протест в Конфедерацию Бразильского Футбола, результатом которого стал срыв проведения Чемпионата Бразилии 2000 года. Вместо него было решено провести грандиозный Кубок Жоао Авеланжа, где участвовало свыше 100 команд в трёх модулях согласно рейтингам клубов. Каждый из клубов мог претендовать на то, чтобы по итогам сезона стать чемпионом Бразилии. Этот регламент, в частности, помог команде «Сан-Каэтано» сенсационно дойти до финала Кубка, то есть фактически с первого раза стать вице-чемпионом Бразилии. Сама же «Гама» выступила в Кубке Жоао Авеланжа неудачно. В 2002 году «Гама» вылетела в Серию B.
В 1999 году одиозный президент клуба Вагнер Маркес (именно по его инициативе и был подан протест в 2000 году, сорвавший чемпионат страны) предложил изменить название команда на «Гамма» (буква греческого алфавита). После вылета 2002 года команде вернули прежнее название, которое поклонники клуба любили значительно больше.
В 2008 году «Гама» вылетела из Серии B, а два года спустя, заняв 19-е место уже в Серии C, опустилась ещё ниже в классе. В 2020 году столичная команда выступала в Серии D.

## Достижения
- Чемпион Федерального округа Бразилии (13): 1979, 1990, 1994, 1995, 1997, 1998, 1999, 2000, 2001, 2003, 2015, 2019, 2020
- Чемпион Серии B Бразилии (1): 1998
- Чемпион региона Центро-Запад (1): 1981